# أنيماس
 أنيماس ، (بالفرنسية: Annemasse)، هي بلدية فرنسية في إقليم سافوا، في منطقة أوفيرن-رون ألب، في شرق فرنسا. وهي جزء من التكتل العابر للحدود المعروف باسم جراند جينيف.

## توأمة
لأنيماس اتفاقيات توأمة مع كل من:
- غاغناو
- سرادية
- بوابريان، كيبك

## أعلام
- جيروم كوبل
- أندريه موتر
- كريم يودا
- فيليب شوفالييه
- عمار رويعي
- تشارلز جاكوب
- فريديريك أدجيوانو